# کشتارهای پیاشنیتسا
کشتارهای پیاشنیتسا مجموعه ای از کشتارهای جمعی بودند که توسط آلمان نازی در جریان جنگ جهانی دوم، میان پاییز ۱۹۳۹ و بهار ۱۹۴۰ در ویلکا پیاشنیتسا در نزدیکی ویهرووو رخ دادند.
تعداد دقیق کشته‌شدگان ناشناخته است، اما تخمین‌ها میان ۱۲٬۰۰۰ تا ۱۴٬۰۰۰ قربانی را شامل می‌شوند. بیشتر آنها روشنفکران لهستانی از پومرانی گدانسک بودند، اما لهستانی‌ها، یهودیان، چک‌ها و زندانیان آلمانی بیمارستان‌های روان‌پزشکی موجود در دولت عمومی و رایش سوم نیز شامل کشته‌ها می‌شدند. پس از اردوگاه کار اجباری اشتوتهوف، پیاشنیتسا بزرگترین محل کشتار غیرنظامیان لهستانی توسط آلمانی‌ها در پومرانی بود و به همین دلیل، گاه به عنوان «کاتین دوم» یا کاتین پومرانی» شناخته می‌شود. این کشتار نخستین قساوت نازی‌ها با ابعاد بزرگ در لهستان اشغالی بود.

## پیشینه: اینتلیگنتساکتسیون در پومرانی
پس از حمله آلمان به لهستان، جمعیت لهستانی و کاشوبی پومرانی گدانسک بلافاصله زیر فضای ترس و وحشت سنگین قرار گرفتند. اسیران جنگی، و همچنین بسیاری از روشنفکران و رهبران جامعه لهستان، کشته شدند. بسیاری از جنایات، با تأیید رسمی، توسط گروه‌های موسوم به «فولکس‌دویچه زلبست‌شوتز» صورت گرفتند که سازمان‌های شبه‌نظامی متشکل از آلمانی‌تبارهای بومی منطقه با تابعیت پیشتر لهستانی بودند. آنها، به نوبه خود، برای شرکت در خشونت و کشتار توسط گاولایتر دانتسیگ-پروس غربی، آلبرت فورستر، تحریک شدند. او در یک سخنرانی در هتل پروزینسکی در ویهرووو آلمانی‌تبارهای بومی را تحریک کرد تا به لهستانی‌ها حمله کنند و گفت «ما باید لهستانی‌های شپش زده، و نخست با کسانی آغاز کنیم که در گهواره هستند … من سرنوشت لهستانی‌ها را به دستان شما می‌سپارم، شما می‌توانید با آن‌ها هر آنچه می‌خواهید انجام دهید». جمعیت گردآمده در جلوی هتل شعار «سگ‌های لهستانی را بکشید!» و «مرگ بر لهستانی‌ها» سر می‌دادند. زلبست‌شوتز در کشتارهای اولیه در پیاشنیتسا شرکت داشت، و بسیاری از اعضای آنها بعدها به تشکیلات پلیس و اس‌اس پیوستند و کشتارها را تا پاییز ۱۹۴۰ ادامه دادند.
اقدامات سازمان‌یافته با هدف از میان بردن جمعیت لهستانی منطقه، با این حال، تنها پس از پایان عملیات در سپتامبر، با اینتلیگنتساکتسیون پومرانی که بخشی از اینتلیگنتساکتسیون کلی آلمان نازی با هدف نابودی نخبگان لهستان بود، آغاز شدند. اهداف اصلی آن عملیات روشنفکران لهستانی بود که توسط نازی‌ها مقصر اعمال سیاست‌های هوادار لهستان در کریدور لهستان در جمهوری دوم آن کشور شناخته شده بودند. لهستانی‌های تحصیل کرده نیز در چشم نازی‌ها به عنوان مانع اصلی آلمانی‌سازی کامل از پیش برنامه‌ریزی شدهٔ منطقه دیده می‌شدند.
در نتیجه، حتی پیش از حمله نازی‌ها به لهستان، پلیس آلمان و گشتاپو فهرست‌های ویژه ای از لهستانی‌هایی را تهیه کردند که در نظرشان نماینده فرهنگ و زندگی لهستانی‌ها در منطقه به‌شمار می‌رفتند، و می‌بایست اعدام می‌شدند. طبق معیارهای رسمی، «روشنفکران» لهستانی شامل کسانی می‌شدند که دارای تحصیلات متوسطه یا تحصیلات عالیه بوده باشند، کشیش‌ها، آموزگاران، پزشکان، دندان‌پزشکان، دامپزشکان، افسران نظامی، دیوان‌سالاران، بازرگانان و بازرگانان متوسط و بزرگ، زمین‌داران متوسط و بزرگ، نویسندگان، روزنامه‌نگاران و سردبیران روزنامه‌ها. همچنین، کلیه افرادی که در دوره میان دو جنگ به سازمان‌های فرهنگی و میهنی لهستانی تعلق داشتند.
در نتیجه، میان پاییز ۱۹۳۹ و بهار ۱۹۴۰، در جریان اینتلیگنتساکتسیون پومرانی و اقدامات دیگر، آلمانی‌ها حدود ۶۵٬۰۰۰ روشنفکر لهستانی و دیگران را کشتند. مکان اصلی این کشتارها جنگل‌های اطراف ویلکا پیاشنیتسا بود.

## اعدام‌ها

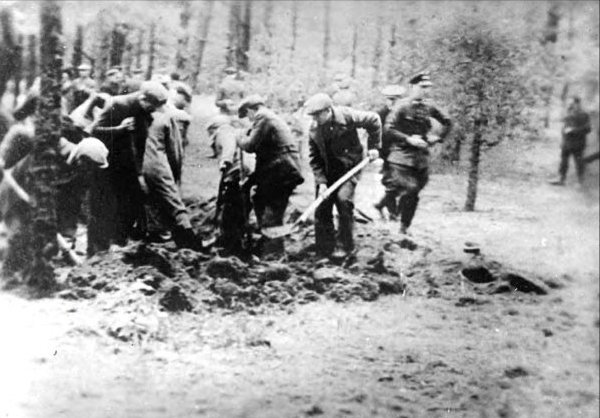
کندن گورها

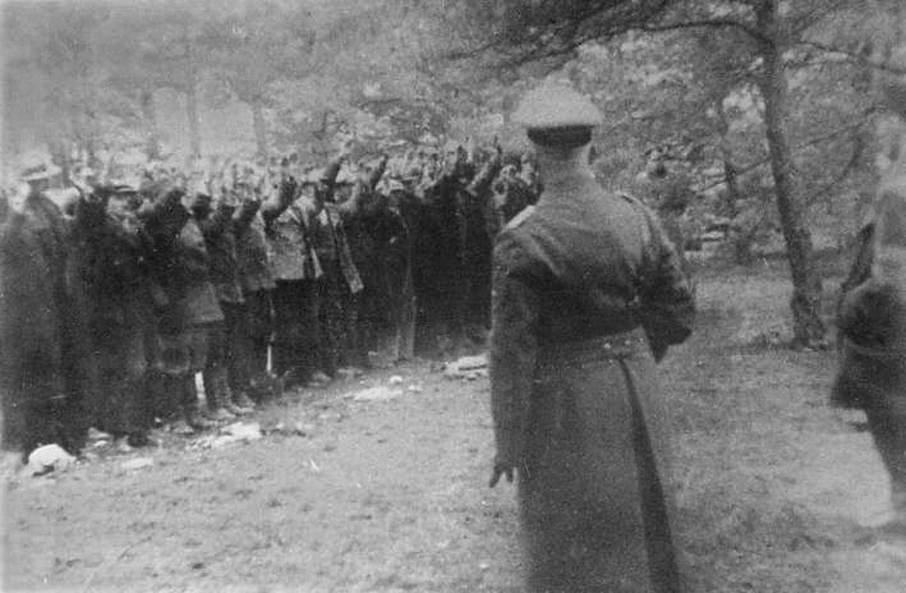
قربانیان پیش از اعدام

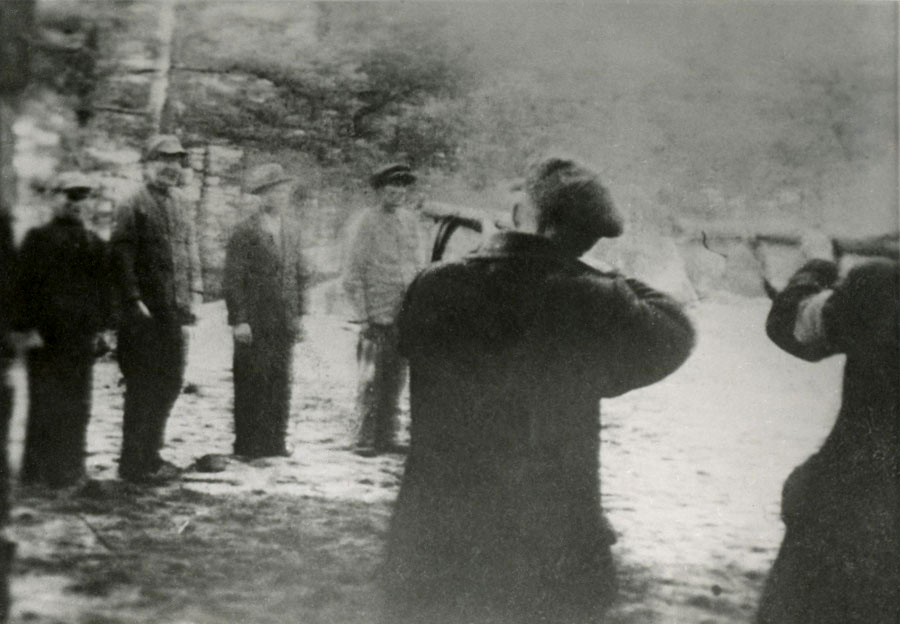
کشتار جمعی در پیاشنیتسا

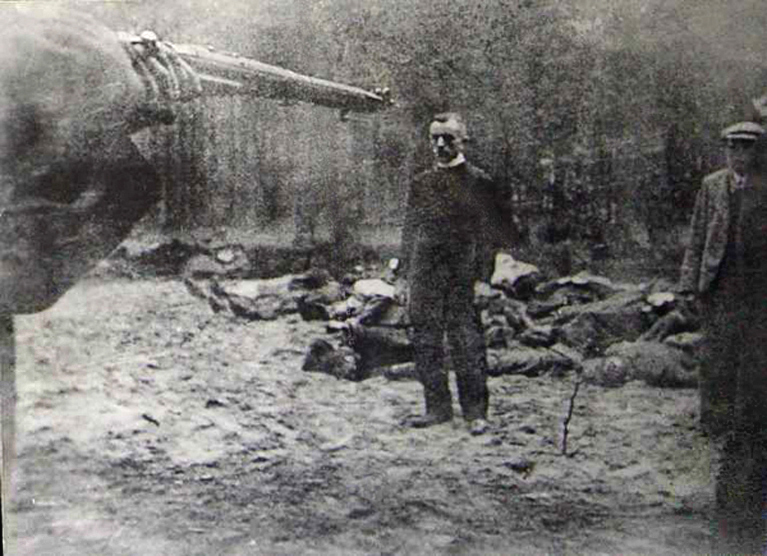
لحظاتی پیش از تیرباران

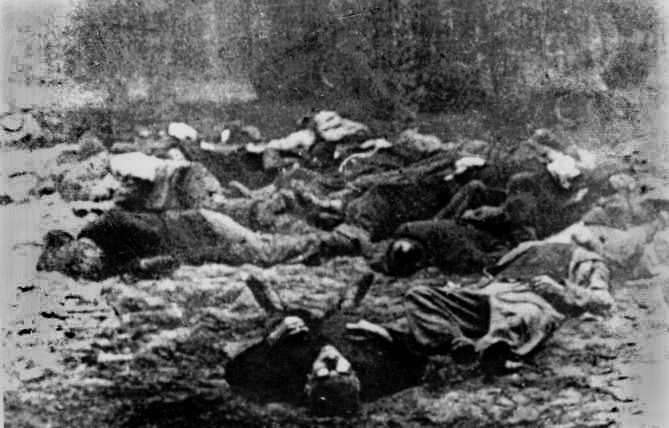
اجساد قربانیان

ویلکا پیاشنیتسا یک دهکده کوچک کشوبی است که در حدود ۱۰ کیلومتری ویهووروو واقع شده‌است. جنگل‌های اطراف این دهکده از آن روی توسط آلمانی‌ها به عنوان محل کشتار انتخاب شدند که از راه اتوبوس و کامیون به راحتی قابل دسترسی بودند، خط آهنی در نزدیکی آن وجود داشت، و در عین حال، به اندازه کافی از سایر روستاها و مراکز جمعیتی دور بودند.
جدول زمانی پذیرفته شده توسط تاریخ‌دانان، آغاز اعدام‌ها را در اواخر اکتبر ۱۹۳۹ قرار می‌دهد. با این حال، تاریخ نخستین اعدام در میان تاریخ‌دانان نامشخص و مورد اختلاف است. به گفته زیگمونت میلچفسکی، این اتفاق در ۲۱ اکتبر رخ داد. آندری گسیوروفسکی می‌گوید که نخستین کشیشی که کشته شد، پدر ایگنسی بلاژیفسکی، در ۲۴ اکتبر بود. باربارا بویارسکا تاریخ را ۲۹ اکتبر ذکر می‌کند. زندانیان و شاهدان سابق نیز تاریخ‌های مختلفی را در پایان ماه اکتبر و حتی چند روز نخست ماه نوامبر ذکر می‌کنند.
قربانیان با ماشین و کامیون به محل اعدام فرستاده می‌شدند. معمولاً آنها را ناچار می‌کردند که لباس خود را درآورده و در مواردی گورهای خویش را بکنند. سپس آنها را در لبه گودال‌هایی که حفر کرده بودند قرار داده و با سلاح‌های خودکار بهشان شلیک می‌کردند، گرچه گاه از تفنگ و تپانچه معمولی نیز استفاده می‌شد. برخی از مجروحان زنده‌مانده با شلیک اسلحه به پایان می‌رسیدند، و این در جمجمه‌های شکسته که از گورها بیرون کشیده شده‌اند، مستند شده‌است. تخمین‌ها و سوابق نشان می‌دهد که یک دسته از هنگ ۳۶ اس‌اس، که در این کشتارها دست داشت، قادر به کشتن روزانه ۱۵۰ نفر بود. شاهدان گزارش می‌دهند که در موارد متعددی، پیش از اعدام، قربانیان شکنجه می‌شدند و با کودکان، به ویژه، با نهایت ظلم رفتار می‌شد، و سربازان اس‌اس آلمانی اغلب سر آن‌ها را با کوباندن به درختان می‌شکستند.
مفصل‌ترین شرح یکی از اعدام‌ها از روایات شاهدان مربوط به ۱۱ نوامبر (روز استقلال لهستان) است. در آن روز، آلمانی‌ها حدود ۳۱۴ گروگان لهستانی و یهودی را در پیاشنیتسا به قتل رساندند. طبق شهادت هانس کسنر، افسر پیشین گشتاپو و بعدها اسمرش، در سال ۱۹۵۲، اعدام‌ها در آن روز از صبح زود تا سه بعد از ظهر ادامه داشتند. مردان و زنان، پنج نفره به گورهایی که پیشتر کنده شده بودند هدایت و سپس تیرباران می‌شدند. برخی از قربانیان زنده به گور می‌شدند. یکی از کشته‌شدگان خواهر آلیزیا کوتوفسکا، رئیس صومعهٔ ویهروو بود. شاهدان گزارش می‌دهند که کوتوفسکا هنگام انتقال از زندان به محل اعدام، کودکان یهودی را، که خود برای اعدام به پیاشنیتسا برده می‌شدند، در آغوش گرفته و به آنها آرامش می‌داد. در جریان نبش قبر پس از جنگ، جسد آلیزیا شناسایی نشد اما گوری پیدا شد که حاوی رزاری از همان نوع خواهران صومعه وی بود. هم‌اکنون یادمانی بر سر گور محل رزاریِ پیدا شده قرار دارد. در ۱۹۹۹، آلیزیا کوتوفسکا به همراه ۱۰۷ شهید دیگر توسط پاپ ژان پل دوم بئاتیفیه شد.
جنگل‌های اطراف مکانی که در آن اعدام‌ها اتفاق می‌افتادند توسط نیروهای پلیس و شبه‌نظامیان احاطه شده بود تا هم از فرار قربانیان و هم از دسترسی شاهدان احتمالی از بیرون جلوگیری شود. علی‌رغم این تمهیدات، مردم محلی لهستانی و کاشوبی‌ها قادر به مشاهده انتقال‌های بیشماری بودند که به جنگل‌های اطراف می‌رفتند و سپس از آنجا صدای تیراندازی برمی‌خواست.
آخرین انتقال به آن مکان در بهار ۱۹۴۰ دیده شد و بیشتر شامل بیمارانی از بیمارستان‌های روانی از درون خاک رایش سوم، به ویژه از شچچین و لمبورک بود.
تعداد کل قربانیان کشته شده در منطقه ای در حدود ۲۵۰ کیلومتر مربع در اطراف پیاشنیتسا میان دوازده تا شانزده هزار تن، از جمله زنان، کودکان و نوزادان، تخمین زده می‌شود.

## مجازات عاملان و مسئولیت
در ۱۹۴۶ دادگاهی ملی در گدانسک، لهستان، آلبرت فورستر، گاولایتر منطقه گدانسک و فرماندار نازی پومرانی و پروس غربی، را مسئول کشتارهای پیاشنیتسا و همچنین دیگر جنایات جنگی دانست. وی به اعدام محکوم و این حکم در ۲۸ فوریه ۱۹۵۲، در ورشو اجرا شد.
دادگاهی در آلمان در هامبورگ در سال ۱۹۶۸ رهبر اس‌اس، کورت آیمان، را به اتهام شرکت در کشتار بیماران روانی آلمانی در پیاشنیتسا به چهار سال زندان محکوم کرد.
دادگاهی در لهستان در بیدگوشچ به دلیل نقش ریشارد هیلدبرانت)، رهبر اس‌اس و پلیس در پومرانی، در سازماندهی کشتارها، وی را به اعدام محکوم کرد. دادگاه نظامی انگلیس در هامبورگ در سال ۱۹۴۶، ماکس پائولی، فرمانده سابق اردوگاه کار اجباری اشتوتهوف و همچنین فرمانده اردوگاه کار اجباری نوینگامه را به جرم جنایات جنگی به اعدام محکوم کرد. در طول دادرسی، پائولی فاش نکرد که او در اعدام‌های پیاشنیتسا، اشتوتهوف و دیگر مکان‌های پومرانی تحت اشغال آلمان نیز شرکت داشته‌است. این حکم در زندان هاملن در سال ۱۹۴۶ توسط آلبرت پیرپوینت اجرا شد. شهردار شهر پاک در هنگام اشغال، اف. فرایمان، نیز توسط دادگاهی در گدینیا به اعدام محکوم شد.